# Touro-Synagoge

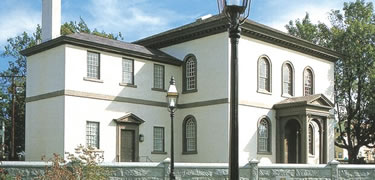
Touro-Synagoge

Die Touro-Synagoge ist eine der ältesten Synagogen in den Vereinigten Staaten sowie die einzige Synagoge, die aus der Kolonialzeit erhalten blieb. Sie befindet sich in Newport, Rhode Island.

## Geschichte
1658 kamen die ersten jüdischen Siedler nach Newport. Etwa 15 Familien kamen von Barbados, wo bereits Jahrzehnte vorher eine jüdische Gemeinde entstanden war. Diese kamen ursprünglich aus Spanien und Portugal. 1677 wurde ein jüdischer Friedhof in Newport errichtet.

### Kolonialzeit
Anfang des 18. Jahrhunderts gewann die Gemeinde an Bedeutung. 1758 wurde die Errichtung einer neuen Synagoge beschlossen. Die Planungen der Synagoge wurden vom britischen Architekten Peter Harrison durchgeführt. Der Bau begann 1759, im Jahr 1762 wurde die Synagoge fertiggestellt.

### Nach der Unabhängigkeitserklärung 1776
Aufgrund des Amerikanischen Unabhängigkeitskrieges verlor Newport, das vorher einen ähnlichen Wohlstand wie Boston und New York City hatte, an Bedeutung, und die Mitgliederzahl der jüdischen Gemeinde sank. Infolgedessen wurde die Gemeinde schließlich zu klein, um die Synagoge betreiben zu können. Letztendlich sah man sich gezwungen, die Synagoge aufzulösen und der orthodoxen jüdischen Gemeinde Shearith Israel in New York die Torarollen zu übergeben. Genutzt wurde die Synagoge nur noch zu höchsten Feiertagen und Begräbnissen. Erst ab 1850 wurde die Synagoge wieder gelegentlich genutzt. Insbesondere durch Einwanderer aus Osteuropa konnte die jüdische Gemeinde wiederbelebt und schließlich die Synagoge 1883 wiedereröffnet werden.